# 11433 Gemmafrisius
11433 Gemmafrisius este un asteroid din centura principală de asteroizi.

## Descriere
11433 Gemmafrisius este un asteroid din centura principală de asteroizi. A fost descoperit pe 16 octombrie 1977 la Observatorul Palomar de Cornelis Johannes van Houten, Ingrid van Houten-Groeneveld și Tom Gehrels. Asteroidul prezintă o orbită caracterizată de o semiaxă mare de 2,42 ua, o excentricitate de 0,16 și o înclinație de 3,2° în raport cu ecliptica.